# Disonycha collata
Disonycha collata är en skalbaggsart som först beskrevs av Fabricius 1801.  Disonycha collata ingår i släktet Disonycha och familjen bladbaggar. Utöver nominatformen finns också underarten D. c. collata.